# Ghiacciaio Drygalski
Il ghiacciaio Drygalski (in inglese Drygalski Glacier) è un ghiacciaio lungo 35 km e largo 23, situato sulla costa di Nordenskjöld, nella parte orientale della Terra di Graham, in Antartide. Il ghiacciaio, il cui punto più alto si trova a oltre 500 m s.l.m., fluisce dal versante orientale dell'altopiano di Herbert, scorrendo fra la dorsale di Ruth e la dorsale Kyustendil per poi entrare nella baia Solari, poco a nord del nunatak Sentinella.

## Storia
Il ghiacciaio Drygalski è stato scoperto nel 1902, durante la spedizione antartica svedese conosciuta come Spedizione Nordenskjöld-Larsen, comandata da Otto Nordenskjöld, e dapprima chiamato "baia di Drygalski", in onore del professor Erich von Drygalski. Solo nel 1947 il British Antarctic Survey, che all'epoca si chiamava ancora Falkland Islands and Dependencies Survey, determinò, grazie a fotografie aeree scattate durante una spedizione della stessa agenzia, che si trattava in realtà di un ghiacciaio.